# Olívia Guedes Penteado
Olívia Guedes Penteado   (Campinas, 12 de març de 1872 - São Paulo, 9 de juny de 1934) va ser una mecenes brasilera, gran promotora del modernisme al país i amiga d'artistes claus d'aquest moviment, com Anita Malfatti, Tarsila do Amaral o Heitor Vila-Lobos. Abans, havia tingut relació amb els escriptors parnassians —moviment que havia tingut grans adeptes al país sud-americà al canvi de segle—, com Olavo Bilac o Alberto de Oliveira. Va rebre el sobrenom de Nossa Senhora do Brasil.

## Biografia
Era filla de José Guedes de Souza, un productor de cafè molt poderós de Mogi Mirim, i de Carolina Leopoldina de Almeida e Souza. Es tractava d'una família tradicional paulista, la seva ascendència tenia origen en Fernão Dies Pais Leme i estava també emparentada amb Amador Bueno "Tibiriçá" i amb João Ramalho. Guedes va passar la seva infància en la finca paterna, a Mogi Mirim, havent estudiat a la casa, amb professors particulars i, durant algun temps, en el Col·legi Bojanas. Posteriorment, la família es va mudar a São Paulo, passant a residir en la rua Ipiranga. Fou a partir d'aquell moment que el seu pare va obtenir el títol de baró de Pìrapitingui.
Es va casar als setze anys, amb el seu cosí germà Inácio Leite Penteado, amb qui va tenir dues filles: Maria i Carolina. Una neboda del marit, Yolanda Penteado, també seria una coneguda mecenes. El matrimoni va viure a París a començaments del segle xix. Allà, van entrar en contacte amb els modernistes europeus, i va ser la responsable de dur al Brasil, per primer cop, obres de Pablo Picasso i Marie Laurencin, entre d'altres. Quan van tornar a viure al país, Olívia Guedes Penteado va crear el Saló d'Art Modern, el 1923.
A més del seu interès per l'art, va lluitar tenaçment pel vot femení, fent campanya per triar la primera dona en formar part d'unes Corts Constituents, Carlota Pereira de Queiroz. També va participar activament en favor de la Revolució Constitucionalista de 1932. Va ser membre de l'Instituto Histórico e Geográfico de São Paulo.

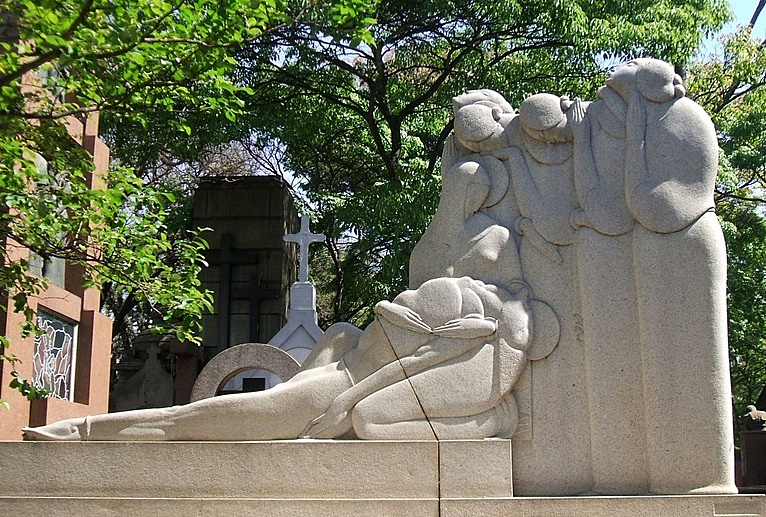
Panteó d'Olívia Guedes Penteado, obra de Victor Brecheret

Va morir d'apendicitis, i va ser sepultada en el Cementiri de la Consolació, de São Paulo, sent el seu túmul guarnit amb una escultura titulada Sepultamento, d'autoria de Victor Brecheret. En l'obra, datada de 1923, es pot veure la Pietat juntament amb les Tres Maries, esculpides en granit i fa 2,26 m d'alçada i 3,65 m de llarg.

## Homenatges
En la minisèrie Um só coração, estrenada l'any 2004 per la TV Globo, Olívia Penteado va ser interpretada per l'actriu Selma Egrei.
Un carrer de São Paulo va rebre el seu nom, així com l'antiga estació de tren de Santa Rita do Passa Quatro.